# Раково (Щецинецький повіт)
Раково (пол. Rakowo) — село в Польщі, у гміні Борне-Суліново Щецинецького повіту Західнопоморського воєводства.
Населення — 217 осіб (2011).

## Демографія
Демографічна структура станом на 31 березня 2011 року:
|          | Загалом | Допрацездатний вік | Працездатний вік | Постпрацездатний вік |
| -------- | ------- | ------------------ | ---------------- | -------------------- |
| Чоловіки | 108     | 26                 | 73               | 9                    |
| Жінки    | 109     | 35                 | 53               | 21                   |
| Разом    | 217     | 61                 | 126              | 30                   |